# 本格错
本格错是一个位于中国四川省康定县的湖泊，面积约为3平方千米，平均水深约为3—4米。